# Sulajman at Tadżir
Sulajman At Tadżir (IX w.) – arabski kupiec i żeglarz. Pochodził z Basry. W połowie IX wieku żeglował z Zatoki Perskiej do Indii i Chin. Zachował się opis jego podróży zawierający wiele wiadomości o warunkach handlu i żeglugi oraz o zwiedzanych krajach m.in. o Wybrzeżu Malabarskim, Cejlonie, Zatoce Bengalskiej, Andamanach, Nikobarach, Półwyspie Malajskim, Sumatrze i Kantonie.